# Caragh
Caragh (en gaèlic irlandès Cearthach) és un llogaret d'Irlanda, al comtat de Kildare, a la província de Leinster. Es troba a la carretera regional R409 entre rl riu Liffey i el Gran Canal aproximadament a 4 km al nord-oest de Naas. El llogaret és a 8 km de Clane i a 15 km de Newbridge.
Caragh també és el nom de la parròquia que inclou el llogaret mateix, els townlands dels voltants i la vila de Prosperous, a 3 km al nord-oest del llogaret.

## Geografia
El llogaret es troba en la meitat nord del comtat de Kildare a 3 kilòmetres de la cruïlla 10 de l'autopista M7. El riu Liffey hi flueix adjacent. Hi ha un sol carril pel pont sobre el Liffey que creua Caragh a la R409 des del sud. Un historiador local afirma que és el pont més antic que hi ha a tot el curs del riu. També està a la vora del Bog d'Allen.

## Personatges
- Sean Power - antic TD del Fianna Fáil.
- Paddy Power - antic TD del Fianna Fáil TD i ministre del govern.